# Кавовий туризм
Кавовий туризм  — вид туризму, що пов'язаний з ознайомленням з історією, особливостями вирощування, обробки, переробки, способами приготування та культурою споживання кави та її дегустацією.

## Загальний опис
На світовому ринку кава  — один з найпоширеніших напоїв у світі. Саме тому кавовий туризм стає перспективним видом туризму, шанувальники якого відправляються в країни-виробники кави, щоб познайомитися з процесом виготовлення улюбленого напою. Кавові тури можуть включати перебування в приміщеннях, пов’язаних з кавовою тематикою, наприклад, проживання в готелях з видом на кавові плантації. При цьому кава часто включається в меню. Існує ряд тематичних місць, де мандрівники можуть ознайомитися з різними аспектами кави. У багатьох країнах створені музеї, присвячені каві, працюють спеціалізовані магазини, де продають все для кавових церемоній .

## Ресурсна база для розвитку кавового туризму
Загалом ресурсна база для розвитку кавового туризму представлена такими об’єктами:
– кавові фермерські господарства (Гватемала, Гондурас, Коста-Рика, Домініканська Республіка, Ямайка, Перу, Колумбія, Кенія та ін.);
– пам’ятки, пов’язані з кавовою культурою (наприклад, на Гаваях район Кона представляє «Кавову історію Кона: смуга вздовж Гавайської дороги» );
– кавові парки (наприклад, у Колумбії "Parque del Café"  — кавовий тематичний парк, присвячений кавовій культурі цього регіону);
– історичні кавові будівлі та кафе, кав’ярні, які працюють і можуть відвідуватися туристами (наприклад, Le Procope, Париж (1686р.), Coffee Baum, Лейпциг, Німеччина (1694р.) , Florian, Венеція, Італія (1720р.),Cafe Landtmann, Відень, Австрія (1873р.)  та ін.);
– кавові екскурсійні маршрути (наприклад, «Coffee Route» в Колумбії , де туристи зупиняються в місцевостях вирощування кави);
– кавові фестивалі (наприклад, щорічний кавовий фестиваль «На каву до Львова»; кавовий культурний фестиваль «Кона» );
- музеї кави (найпопулярніші з них – Kaffeemuseum Wien , Відень; Kaffeemuseum Burg , Гамбург; Bramah Tea and Coffee Museum , Лондон; Museu do Cafe , Сантос);
- тематичні кавові установи (наприклад, Australian Coffee Centre, Маріба, Австралія ; Old Tavern Estate, Ямайка ; Losari Coffee Plantation Resort & Spa, Ява, Індонезія ; Arusha Coffee Lodge, Танзанія  .

## Географія кавового туризму
Каву вирощують у так званому кавовому поясі, що частково або повністю охоплює території понад 80 країн. Кавовий пояс охоплює території на ±10 градусів на північ та південь від екватора. Мова йде про території Африки, Азії, Океанії, Центральної та Південної Америки, а також Австралії, яка розташована за межами умовної кавової смуги, але все ж має сприятливі природні умови для вирощування якісної кави .
Основні центри розвитку кавового туризму розташовуються на територіях країн – виробників кави. Умовно виділяють Південноамериканський, Центральноамериканський, Африканський та Азійсько-Австралійський регіони розвитку кавового туризму. Дослідники називають ще один регіон – Європейський, де здавна розвивається культура споживання кави . 

### Південноамериканський регіон
Південна Америка – найбільший світовий виробник кави. Лідером є Бразилія, що на третину задовольняє світовий попит вирощуванням кави арабіка. Далі у рейтингу розташувались Колумбія, Венесуела, Перу, Еквадор. Вирощування кави є традиційним заняттям населення цих країн, що й стало основою розвитку кавового туризму. До послуг відвідувачів тут пропонують маршрути до кавових плантацій, спостереження за збором, обробкою, сушінням та обсмажуванням кавових зерен, знайомство зі старовинними методами приготування кави, майстер-класи з правильної дегустації кави та визначення її якості.
Популярною серед кавових туристів є Бразилія. У країні понад 6 мільярдів кавових дерев. А в кавовій галузі працюють понад 3,5 мільйонів людей . Деякі з найпопулярніших напрямків Бразилії для кавового туризму включають місто Кампінас, де розташовано багато провідних виробників кави в країні, і місто Ботукату, де відвідувачі можуть побачити, як смажать і варять каву . Організовані кавові тури передбачають відвідування кавових плантацій, дегустацію напою, а також поєднуються з екскурсіями у джунглі та пташиний заповідник.
Колумбія славиться вирощуванням таких сортів кави, як медельїн, манісаль (переважно у центрі й на заході країни). Вісімнадцять міських поселень на шести ділянках у межах кавової осі, що простягаються на південь до департаменту Вальє-дель-Каука, були внесені до  Списку Всесвітньої культурної спадщини ЮНЕСКО в 2011 році як Культурний ландшафт кави. Кавові тури у Колумбії включають проживання на кавовій фермі, слухання лекцій про каву, відвідування музею індіанців кімбайя, екскурсію до експериментального бамбукового розплідника Guadua Bamboo  і вулкана Руїс.
Кавова історія Венесуели почалася в 1730 році разом з мандрівниками з Франції. Дуже швидко місцеве населення оцінило прибутковість подібного бізнесу, і кава стала другою за успішністю експорту сировиною після нафти. Кавовий продаж у Венесуелі став настільки популярним, що місцеві турагентства навіть влаштовують спеціальні тури по найкращих плантаціях з можливістю переночувати в польових умовах. Кавові тури також включають відвідання мальовничих водоспадів, музею кави та млинів цукрової тростини . 
Особливість перуанської кави в її екологічній чистоті, що контролюється на державному рівні. Кращі зерна ростуть в долині Chanchamayo, з яких готують напій сортів арабіки . Основні об'єкти кавових турів зосереджені у регіонах Кахамарка та Амазонас .

### Центральноамериканський регіон
Культурними традиціями вирощування та споживання кави славляться країни Центральної Америки – Мексика, Панама, Гватемала, Сальвадор, Коста-Рика, Домініканська Республіка, Куба, Ямайка. 
У Мексиці каву вирощують у південних штатах Веракрус та Чіапас. Мексиканська кава до числа найкращих у світі не входить, оскільки, на думку знавців, їй не вистачає міцності букету. Тим не менше Мексика пропонує подорожі, під час яких туристи можуть зануритись у тропіки для кавоманів, дегустувати різні сорти кави, ознайомитись з процесом виготовлення кави, а також ознайомитись з флорою та фауною регіону. У рамках програми турів гостям також надається можливість ознайомитися з місцевою архітектурою, відвідати історичний центр міста Мехіко та плантації, де вирощують аравійське кавове дерево.
Важливим імпортером високоякісної кави є Гватемала, більшу частину якої займають Гватемальське нагір’я та схили Кордильєр. Саме завдяки висоті, на якій вирощується кава, вона набуває цінних якостей. Тут ростуть особливі сорти – кобано та антигуа, а основними виробниками є невеликі фермерські господарства. Найвідомішим гватемальським сортом кави є Antigua Volcanic, що має важкий, сильний аромат з нотками диму .
Найкращу каву у Коста-Риці культивують на гірських схилах провінції Tpec Pioc, яка i є основним осередком розвитку кавового туризму в країні. Вона розміщена поблизу столиці Сан-Хосе, а виробництвом кави тут займаються малі фермерські господарства, до яких організовують тематичні кавові екскурсії та дегустації напою. Цікавим є кавовий тур до єдиного у світі кавового саду «Coffee Diversa», де вирощують понад 500 різних сортів кави, тут можна поспілкуватись з власником саду Гонсало Ернандесом, який поділиться досвідом вирощування та приготування кави, познайомить з рідкісними видами зерен та продемонструє шлях кави від ягоди на дереві до обсмаженого зерна .
Ямайка здавна вирощує один з найвідоміших сортів кави «Jamaican Blue Mountain», переважну більшість зерен якого закуповує Японія. З цієї причини на міжнародному ринку знайти «Jamaican Blue Mountain» дуже складно. Крім того, обсяги вирощування цього сорту є дуже малими, тому кава дуже дорога й особливо цінується кавовими гурманами.
Величезний попит має кава на острові Куба, де її плантації займають майже 150 тис. га. Кращими сортами тут вважають туркіно та арабіку. Кубинська арабіка за якістю відповідає кращим світовим зразкам. Туркіно нагадує смак кубинських сигар. У кавових турах у Кубі туристам пропонують відвідати одну з численних кавових плантацій неподалік столиці – Гавани, а також скуштувати м'який напій з приємним смаком та легким відтінком диму .

### Африканський регіон
Цікаві кавові традиції мають деякі країни Африканського континенту. Основним сортом кави є робуста, що росте у Камеруні, Конго, Руанді, Бурунді, Малаві. В Ефіопії, Кенії і Танзанії вирощують також арабіку. Більшість африканських сортів кави споживають на місцевому ринку. Винятком є абіссінська кава, що у значних кількостях надходить на зовнішній ринок.
Кавові туристи, які їдуть до Африки, можують відвідати Ефіопію, де кава була вперше окультурена. Під час турів пропонують відвідування кавових плантацій та кавової біржі в Аддис-Абебі.
Найкращою африканською кавою визнають кенійську каву пібері – кавові горошинки. На території Кенії налічують близько 300 000 кавових плантацій, які охоче відвідують туристи та беруть особисту участь у зборі зерен кави.
Виробництво кави у Танзанії тісно пов'язане з кенійським, оскільки основні танзанійські сорти кави арабіка вирощують біля кордону з Кенією, на схилах Кіліманджаро. Найсприятливішим для відвідування туристами кавових господарств є сезон збору врожаю, який на півночі й півдні країни триває з липня по грудень, у західних районах – з травня по жовтень.

### Азійсько-Австралійський регіон
Тут виробництво кави та кавовий туризм розвиваються завдяки модернізації цієї культури в Індії та Індонезії. Інші країни, де вирощують каву, – Ємен, Китай, Лаос, Папуа-Нова Гвінея, В’єтнам та Філіппіни.
В Індії каву (сорти малабар, леслабор, мадрас, робуста) вирощують в таких регіонах, як Карнатака, Керала, Тамілнад. Особливо популярним серед туристів та відпочивальників є адміністративний центр Карнатаки Чикмагалур, де функціонує цілий кавовий курорт – Coffee Village Retreat , відвідувачам якого пропонують каву в необмеженій кількості. Індійська кава унікальна завдяки додаванню спецій до кавових зерен, поки вони ще зелені. Крім того, Індія – одне з небагатьох місць, де можна знайти кавові зерна, витримані в дубових бочках. Цей процес витримки надає каві більш м’який смак і легкий горіховий аромат.
Особливо популярним серед азійських країн-виробників кави є В'єтнам. Тут розроблені кавові тури, під час яких передбачається відвідування міста Буонметхуот, яке називають кавовою столицею В'єтнаму; кавового села Чунг-Нгуен та Інституту кави.
Найпоширенішими індонезійськими сортами кави є робуста, паданг, анкола, які вважаються сортами середньої якості. Тут же вирощують i найдорожчий у світі сорт кави Kopi Luwak. Так, на сході острова Ява кавові зерна «обробляють» за допомогою пальмової цивети. Цей невеличкий, схожий на білку, звірок поїдає зібрані традиційним способом плоди кавового дерева. Вони проходять через його шлунково-кишковий тракт й виходять неперетравленими разом з екскрементами, після чого зерна очищують, просушують, трохи обсмажують та сортують. Вважається, що така кава завдяки шлунковим ферментам має тонкий аромат i особливий смак. Звичайно, обсяги її виробництва обмежені й на ринок потрапляє всього близько 1000 фунтів (1 фунт – 453,6 г ), тому вона дуже дорога. Kopi Luwak виробляють також на Філіппінах та на півдні Індії.
Одним із найпопулярніших кавових міст Японії є Аріта, розташоване в префектурі Сага. Аріта відома насамперед своїми порцеляновими заводами, які працюють з XVII століття. У місті також багато кав’ярень, зокрема Doutor Coffee та Blue Bottle Coffee.
Що стосується австралійської кави, то на міжнародному ринку вона відома мало, щорічні її збори невеликі, й більше половини врожаю реалізується на внутрішньому ринку, де місцева кава цінується досить високо. Основні кавові центри Австралії розташовані в Північному Квінсленді та Новому Південному Уельсі, що на сході країни. Австралія переважно вирощує каву арабіка. Унікальність австралійської арабіки полягає в умовах вирощування зерен: тут вони проростають за межами тропічної зони і на висоті не більше 200 метрів над рівнем моря. Крім вирощування, Австралія славиться своїм особливим методом обробки зерен – double pass. Його впровадила компанія Mountain Top Coffee Company, коли придумала знімати плоди пізніше звичайного і при видаленні з них м’якоті використовувати гідрат. Перестиглі кавові ягоди зберігають на 30% більше цукру, тим самим збагачуючи зерна додатковим комплексом смаку .  
Розвитку кавового туризму в Австралії сприяє також щорічний The Rocks Aroma Festival у Сиднеї, під час якого скрізь панує кавова тематика, навіть можна побачити портрети, наприклад, Мерілін Монро чи Мони Лізи, виконані зі стаканчиків з кавою.

### Європейський регіон
Основні центри кавового туризму Європи сформувались в Австрії, Чехії, Великій Британії, Ісландії, Італії, Греції, де туристам пропонують різноманітні кавові маршрути, що передбачають відвідання кав’ярень, музеїв кави, участь у кавових фестивалях. 
Так, у столиці Австрії – Відні – можна скуштувати близько півсотні унікально приготовлених сортів кави, послухати історію про те, як у цій країні з’явились перші партії кавових зерен, як кава стала улюбленим напоєм австрійців та візитівкою країни; відвідати один з незвичайних музеїв Австрії – Віденський музей кави , створений у 2003 році на основі особистої колекції Едмунда Майрома, й заглибитись в історію віденських традицій кавування.
Саме до Відня щороку приїжджають тисячі туристів заради кави. Найпопулярнішою в місті є кав’ярня «Coffeehouse». Окрім широкого спектру кави, тістечок, віденський заклад славиться мармуровими столиками та помпезними люстрами. Незвичною є і подача кави: замість скляної посудини споживачам підносять кавові напої на срібних підносах та у срібних чашах. У жовтні 2011 року ЮНЕСКО включила кавові традиції Відня у Список нематеріальної культурної спадщини. 
У 2008 р. відкрили музей кави i в одному з районів чеської столиці Праги, де можна побачити атрибути кавового мистецтва з усього світу, зокрема: старовинні прилади для варіння кави, антикварні кавові сервізи, спеціальне пристосування, за допомогою якого можна приготувати домашній еспресо та ін.; в жартівливо-наочній формі ознайомитися з процесом отримання рідкісного сорту кави Kopi Luwak. Прага також славиться відомим фестивалем кави. «Prague Coffee Festival» проходить щороку у жовтні, де під час заходу туристам надається можливість скуштувати понад 100 сортів кави з усього світу.
Колись ще австралійці та новозеландці відкрили перші кав’ярні у Великій Британії. Сьогодні тут туристи можуть продегустувати каву з піною, капучино, каву зі збитими вершками тощо. У Лондоні багато років поспіль проводиться виставка товарів та аксесуарів для барів і кав’ярень «Caffe Culture». Це єдина спеціалізована виставка у країні, що повністю присвячена оздобленню закладів. Також у рамках заходу проводяться престижні чемпіонати баристів, конференції та семінари, що безпосередньо стосуються кавової культури.
Досить давно кава стала невід’ємною частиною життя італійців. Основними центрами споживання кави є Рим, Неаполь, Мілан і Турин. Рим – чудове місто для любителів кави. Окрім еспресо, капучино та лате, Рим також відомий своєю кавою зі смаком морозива. Неаполь є батьківщиною еспресо та відомий культурою міцної кави. 
Справжнім європейським центром кавового туризму можна вважати Афіни (Греція), куди туристи приїжджають подивитися на щорічний чемпіонат з приготування кави .

## Кавовий туризм в Україні
Перші згадки про каву в Україні з’явилися ще в 1672 році, коли в Кам'янці-Подільському турками була заснована перша кав’ярня. Але найперспективнішими в плані розвитку кавового туризму вважають Львів та Закарпаття.

### Львів
Сьогодні чимало туристів їдуть до Львова, щоб не лише подивитися на унікальні історико-архітектурні пам’ятки, але й скуштувати та придбати львівської кави. У центрі міста досі діє «Віденська кав'ярня». Давні традиції створення кавового напою продовжує кав’ярня «Під синьою фляжкою».
Цікавим туристичним об’єктом у плані розвитку кавового туризму та улюбленим місцем багатьох львів’ян є антикварна кав’ярня «Під клепсидрою».
Турфірми Львова пропонують екскурсію «Кавові легенди Львова» , під час якої гості міста можуть відвідати кавові підземелля, де простежать процес приготування кави за унікальними рецептами та спробують готовий напій. Популярною є пішохідна екскурсія «Львів з ароматом кави».
Саме у Львові проводиться найбільший кавовий фестиваль «Lviv Coffee Festival». Цей захід об’єднує поціновувачів кавових напоїв – як професіоналів, так і простих гурманів. Тут представлені традиційні формати приготування кави, а також презентуються нові техніки та технології. Учасники мають змогу обмінятися досвідом, а споживачі насолодитися різноманіттям видів кавових зерен та напоїв, що з них приготовлені.

### Закарпаття
Для туристів, які мають бажання ознайомитися із традиціями виготовлення закарпатської кави, розроблений особливий кавовий тур. В Ужгороді функціонує маршрут, розробники якого передбачили відвідування першої кав’ярні «Меделін»; зупинку біля колишньої «Пурмової кав’ярні» (вул. Корзо), з розповіддю та загальною характеристикою всіх ужгородських кав’ярень . Також можна зробити хороші фото на фоні цікавих пам’ятників – кавовій турці, кавовій чашці, кавоману.